# داريو دي لوكا
داريو دي لوكا هو مهندس وسياسي إيطالي، ولد في 26 يوليو 1956 في بوتنسا في إيطاليا. نشط حزبياً في إخوة إيطاليا. وقد انتخب mayor of Potenza ‏.